# Ludwig Ernst von Braunschweig-Wolfenbüttel

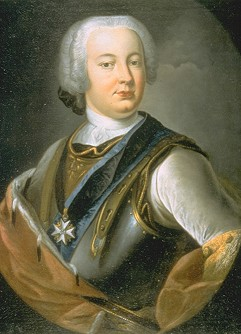
Ludwig Ernst von Braunschweig-Wolfenbüttel

Ludwig Ernst von Braunschweig-Wolfenbüttel (* 25. September 1718 in Wolfenbüttel; † 12. Mai 1788 in Eisenach) war ein Prinz aus dem Haus der Welfen sowie kaiserlicher und niederländischer Feldmarschall. Im Jahre 1741 zum Herzog von Kurland und Semgallen gewählt, später führte er den Titel eines Herzogs zu Braunschweig und Lüneburg. 1753 wurde er Reichsgeneralfeldmarschall. Von 1751 bis 1766 war er Generalkapitän der Niederlande. Nach dem Tode Annas von Hannover 1759 war er Vormund für den minderjährigen Wilhelm V. von Oranien und führte bis 1766 die niederländischen Staatsgeschäfte. Anschließend war er wiederum niederländischer Feldmarschall und Geheimrat des unschlüssigen Prinzen.

## Leben
Prinz Ludwig Ernst wurde 1718 als dritter Sohn von Herzog Ferdinand Albrecht II. von Braunschweig und Antoinette Amalie von Braunschweig-Wolfenbüttel geboren. Im Jahre 1737 trat er im „Infanterieregiment Braunschweig-Wolfenbüttel“ in kaiserliche Kriegsdienste. Er nahm an den Türkenkriegen bis zum Frieden von Belgrad im September 1739 teil. Im Mai 1740 wurde er Regimentsinhaber („Jung-Wolfenbüttel“) und kaiserlicher Generalfeldwachtmeister. Er wechselte zu seinem Regiment, das in Luxemburg in den Österreichischen Niederlanden lag. Im April 1741 wurde er kaiserlicher Feldmarschalleutnant.

### Herzog von Kurland
Durch eine Hochzeit versuchte das Haus Braunschweig erneut, Ansprüche auf den russischen Thron zu erlangen. Auch Ludwig Ernst wurde in die Angelegenheit hineingezogen. Die Zarin Anna hinterließ bei ihrem Tode im Jahre 1740 den Thron nicht ihrer Nichte, sondern deren und Anton Ulrichs noch kleinem Sohn Iwan. Um die braunschweigisch-habsburgische Position in Russland zu stärken, wurde nach einigem Hin- und Hermanövrieren am 27. Juni 1741 Ludwig Ernst zum Herzog von Kurland gewählt, nach dem Sturz des Herzogs Biron von Kurland. Durch den Staatsstreich Elisabeth Petrownas am 6. Dezember 1741 verlor er den Herzogstitel jedoch wieder. Er wurde zeitweilig in Russland festgesetzt und kehrte im Frühjahr 1742 zurück nach Deutschland. Ludwig Ernst konnte von Glück reden, dass er, im Gegensatz zu seinem Bruder und dessen Familie, nach Wolfenbüttel zurückkehren konnte. Nach diesem Abenteuer, von dem er eine lebenslange Aversion gegen Russland zurückbehalten sollte, nahm er seine militärische Laufbahn wieder auf.

### Österreichischer Erbfolgekrieg
Er nahm 1744 als österreichischer Feldmarschall am Zweiten Schlesischen Krieg teil und kämpfte somit gegen viele seiner überwiegend auf Seiten Preußens stehenden Verwandten. In der Schlacht bei Soor am 30. September 1745 wurde er verwundet, erschien aber bereits im Frühjahr 1746 auf dem Kriegsschauplatz in den Niederlanden. Am 11. Oktober 1746 nahm er während des Österreichischen Erbfolgekrieges an der Schlacht bei Roucoux gegen Frankreich teil. Im Folgejahr kämpfte er in der Schlacht bei Lauffeldt als Generalfeldzeugmeister.

### Regent der Niederlande

Ludwig Rudolf von Braunschweig-Wolfenbüttel (1671–1735), Großonkel von Ludwig Ernst von Braunschweig-Wolfenbüttel.

Im November 1750 trat er auf Wunsch Wilhelms IV. von Oranien als Feldmarschall in die Armee der Republik der Sieben Vereinigten Provinzen ein. Wilhelms Gesuch, ihn aus dem kaiserlichen Dienst zu entlassen, wurde von der Kaiserin abgelehnt. So behielt er die Stellung als kaiserlicher Feldmarschall und wurde zusätzlich protestantischer Reichsgeneralfeldzeugmeister des Heiligen Römischen Reichs. Nach dem Tod Wilhelms IV. am 22. Oktober 1751 wurde Ludwig Ernst zum Generalkapitän der Provinzen ernannt. Im Oktober 1753 wurde er von Kaiser und Reichstag zum Reichsgeneralfeldmarschall ernannt.
Durch die Ernennung Karls, Ludwigs Bruder, zum Verwalter der nassauischen Ländereien des Hauses Oranien entstand eine Annäherung an das Haus Braunschweig-Wolfenbüttel. Als die Prinzessin Anna von Hannover 1759 starb, verwalteten die braunschweigischen Brüder alle Besitztümer und Rechte des Hauses Oranien, bis Wilhelm V. 1766 die Funktionen seines Vaters übernahm. Die Statthalterschaft stellte tatsächlich das Zentrum einer ausgedehnten Klientel dar. Über lokale „Mini-Statthalter“ übte die Statthalterschaft durch Ämtervergabe, Beförderungen und Vergabe andere Nebeneinkünfte Einfluss aus. Fast fünfzehn Jahre lang konnte er diese einflussreiche Stellung im Schatten eines Statthalters, der in fast jeder Hinsicht seinen Rat befolgte, nahezu ungestört halten.
Im Jahre 1781 wurde Ludwig Ernst zur Zielscheibe der Patriotten. Eine Flut von Pamphleten, Zeitungsartikeln und Spottdrucken, in denen er ungeniert diffamiert und verspottet wurde, ergoss sich über ihn, und nicht zu Unrecht spricht man von ihm als wahrscheinlich einem der ersten Medienopfer der modernen niederländischen Geschichte. Ludwig verließ die Niederlande am 16. Oktober 1784. Er lebte kurze Zeit in Aachen und ab 1786 in Eisenach, wo er zusammen mit Schlözer seine Biografie und Verteidigung schrieb. Er selbst verschickte an die hundert Exemplare an Familienmitglieder, deutsche Fürsten, Ratsherren und andere einflussreiche Personen. Das Buch hatte eine für ihn vorteilhafte Wirkung. Kurz darauf erschienen darüber hinaus niederländische und französische Übersetzungen, an denen er selbst mitgearbeitet hatte.
Er stand in engem Kontakt zum Hof in Weimar, besonders zu seiner Nichte, der Herzogin Anna Amalia und dem Herzog Karl August. Ludwig Ernst starb 1788 in Eisenach und wurde im welfischen Erbbegräbnis im Braunschweiger Dom beigesetzt.